# Говорящая вагина (фильм)
Единственный фильм, где главная героиня произносит буквально то, что хочет сказать.
«Говорящая вагина» (фр. Le Sexe qui parle) — культовый французский порнографический фильм 1975 года режиссёра Клода Мюло.
Первый французский порнофильм, получивший международный успех как в Европе, так и в США, хотя и оказался немного в тени фильма того же года «Сенсации» — первого европейского порнофильма, вышедшего на рынок США. Вышедший в 1975 году, прежде чем в конце этого года был введён рейтинг «Х», запретивший показ порнофильмов в кинотеатрах, фильм стал культовым фильмом периода «Золотого века порно» середины 1970-х годов.

## Сюжет
- Идея фильма является примером традиции в литературе и искусстве, восходящей к фольклорному мотиву «Vagina loquens».

Жоэль — молодая красивая женщина, она руководитель успешного рекламного агентства, счастлива в браке с архитектором Эриком. После того, как её соблазняет привлекательная блондинка, Жоэль обнаруживает, что её вагина начинает разговаривать…

## В ролях
- Пенелопа Ламур — Жоэль
- Беатрис Хэрнойс — Жоэль в юности
- Сильвия Бурдон — Барбара, тётя главной героини
- Эллен Эрл — психиатр
- Жан-Луп Филипп — Эрик, архитектор, муж главной героини
- Вики Мессика — Ричард Сэдлер

## Дополнительно
Первый французский порнофильм, получивший признание в США. Отрывки из фильма и его название на афише кинотеатра показаны в самых первых кадрах знакового американского порнофильма 1976 года «Открытие Мисти Бетховен», находящегося по версии AVN Awards на 8 строчке в списке «101 величайший порнофильм всех времён».
В 1977 году в США была снята пародия на фильм — «Болтушка» (англ. «Chatterbox»).
В 1978 году режиссёр снял продолжение фильма, но оно не имело успеха.
Это был первый полностью хардкорный фильм режиссёра, до этого он снимал только эротику.
Единственный фильм исполнительницы главной роли актрисы Пенелопы Ламур.

## Критика
Кинокритик Кристоф Лемьер в 2014 году заметил, что хотя фильм считается порнографическим, но он не содержит сцен, которые сегодня воспринимаются таковыми. Также отмечается, что фильм по своему жанру является скорее сатирой, насмехающейся над лицемерием буржуазных нравов и скукой семейной жизни.
Собственно как порнографический фильм не рассматривался и в 1970-е годы, явно уступая по хардкору американским порнофильмам того времени:

Объявленный как первая постановка порно из Франции, этот фильм демонстрирует, что достижения в этой сфере на континенте отстают от своих американских коллег. Этот фильм — юмор. В то время как большинство американских хардкорных кинематографистов относятся к сюжету с желанной легкостью — просто надумывая предпосылки для действий, ожидаемых поклонниками порно.
Оригинальный текст (англ.)Billed as the first theatrical hardcore porno feature from France, this item demonstrates that Continental sexpo lags behind its U.S. counterpart. One is humor. Whereas most U.S. hardcore filmmakers regard subject matter with welcome lightness — as merely a flimsy premise for the kind of action porno buffs expect.
— Variety, 1975 год
Отмечается, что съёмочная команда фильма состояла из достаточно известных французских профессионалов в киноиндустрии:

Встреча всех этих талантов позволяет обеспечить правильное выполнение фильма, кроме того, роли исполняют великолепная Пенелопа Ламур, которая не будет продолжать сниматься в кино (к сожалению), будущая звезда Сильвия Бурдон и огненная Беатрис Хэрнойс, которую можно увидеть в весёлой конфронтации со священником в исповедальне и в легендарной и запоминающейся сцене мастурбации носом деревянного Пиноккио!
Оригинальный текст (фр.)La réunion de tous ces talents permet d’assurer la bonne facture du film, par ailleurs interprété par une splendide Pénélope Lamour qui ne persévérera pas dans le cinéma (malheureusement), par la future star Sylvia Bourdon et l’ardente Béatrice Harnois que l’on retrouve dans une amusante confrontation avec un curé dans un confessionnal et dans une mythique et mémorable scène de masturbation avec le nez d’un Pinocchio en bois!

Фильм смотрели и высказывали положительные оценки разные известные люди, например, премьер-министр Франции Эдгар Фор, драматург Эжен Ионеско. Так, по мнению Эрики Ласт, «фильм представляет собой смелое для порнокино сочетание необычности и юмора». В своей книге она отмечает, что фильм занимает особое место в её коллекции порнофильмов, так как это «единственный фильм, где главная героиня произносит буквально то, что хочет сказать».